# حمص خليلي
الحمص الخليلي (الاسم العلمي:Cicer judaicum) نوع نباتي يتبع جنس الحمص من الفصيلة البقولية.

## البيئة والانتشار
موطنه غرب بلاد الشام.